# Campo Nuevo, San Miguel Coatlán
Campo Nuevo är en ort i Mexiko.   Den ligger i kommunen San Miguel Coatlán och delstaten Oaxaca, i den sydöstra delen av landet, 400 km sydost om huvudstaden Mexico City. Campo Nuevo ligger 1 250 meter över havet och antalet invånare är 107.
Terrängen runt Campo Nuevo är kuperad åt sydväst, men åt nordost är den bergig. Runt Campo Nuevo är det ganska glesbefolkat, med 39 invånare per kvadratkilometer. Närmaste större samhälle är San Agustín Loxicha, 17,3 km sydost om Campo Nuevo. I omgivningarna runt Campo Nuevo växer huvudsakligen savannskog.